# Filadelfo Freire de Castro
Filadelfo Freire de Castro, ou apenas Filadelfo Castro, (Nova Iorque, 12 de novembro de 1926 – Teresina, 20 de abril de 2008) foi um advogado, agropecuarista e político brasileiro, outrora deputado estadual pelo Piauí.

## Dados biográficos
Filho de Solon de Castro e Zuleide Freire de Castro. Advogado formado pela Universidade Federal de Minas Gerais, foi eleito deputado estadual pelo PTB em 1954, 1958 e 1962. Quando o Regime Militar de 1964 impôs o bipartidarismo, ingressou no MDB, renovando o mandato em 1966 e 1970. Presidente do diretório estadual da sigla nos anos seguintes, recebeu o título de cidadão piauiense em 1977,dedicou-se à agropecuária e manteve sua posição como membro do diretório estadual do PMDB quando o pluripartidarismo foi restaurado.
Opositor da coligação entre PMDB e PDS em 1986, compôs uma dissidência em favor de Freitas Neto, do PFL, mas não mudou de partido. Derrotado na eleição para prefeito de Floriano em 1988, foi secretário de Justiça no governo Guilherme Melo.
Pai de Filadelfo Freire de Castro Filho, eleito vereador de Floriano em 1996. 